# Игор Иванов – Изи
Игор Иванов – Изи е кинорежисьор от Северна Македония.

## Биография
Роден е в Скопие в семейството на журналиста Зоран Иванов. Учи философия и започва кинокариерата си през 1993, когато режисира поредица от телевизионни филми. През 1995 – 2004 снима няколко документални и късометражни филми. Най-успешният е късометражният „Бубулечки“ (2004), който е част от състезателната програма за късометражни игрални филми на Берлинале и печели няколко международни награди на световни фестивали (включително и „Златен леопард“ в Локарно).
Първият игрален пълнометражен филм на Иванов е „С главата надолу“ (Превртено, 2007), адаптация на романа „Пъпът на света“ на Венко Андоновски.
След шест години създава втория си филм „Стаята с пианото“ (Соба со пијано, 2013). Филмът не е избран да представлява страната като кандидат за номинациите за Оскар, поради което Игор Иванов и продуцентът и оператор Томи Салковски влизат в полемика с членовете на журито от Дружеството на филмовите професионалисти на Македония актрисата Лабина Митевска и продуцента Горян Тозия.
Името на Игор Иванов – Изи е замесено в обвинения за злоупотреба със средства на президентството на Република Македония по т.нар. афера „Надежда 2“: докато баща му Зоран Иванов е съветник на президента Бранко Цървенковски, през април 2008 г. президентството възлага обслужването на многостранна международна среща в Охрид и изпраща около 530 000 евро на фирмата „Пристоп МК“, съсобственост на Игор Иванов – Изи.

## Филмография
- 1995 „N.E.P.“ (документален);
- 1996 „Завивката на Ацо Шопов“ (Ќебето на Ацо Шопов, късометражен);
- 1997 „Часовник“ (късометражен);
- 1999 „Наше маало“ – телевизионен сериал (4 епизода);
- 2000 „Гайда“ (документален);
- 2000 „Кавал“ (документален);
- 2004 „Буболечки“ (Бубачки) (2004);
- 2007 „С главата надолу“ (Превртено);
- 2013 „Верувам во љубовта“ (документален);
- 2013 „Стаята с пианото“ (Соба со пијано).